# Amtsgericht Hainichen

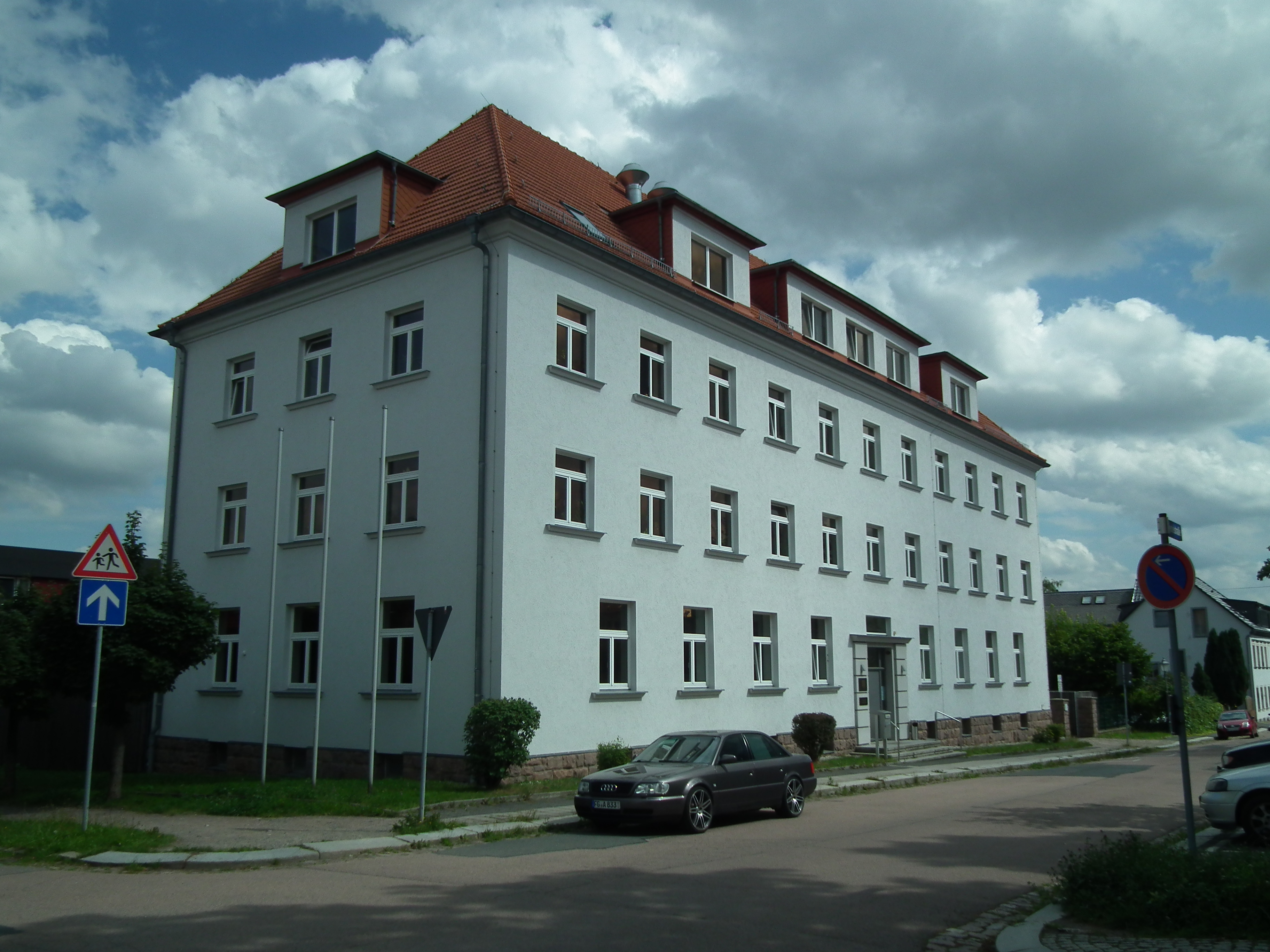
Letzter Sitz des Ende 2012 aufgelösten Amtsgerichtes Hainichen in der Friedelstraße 4, seit 2013 Zweigstelle Hainichen des Amtsgerichtes Döbeln (2016)

Das Amtsgericht Hainichen bestand bis Ende 2012 und war ein Gericht der ordentlichen Gerichtsbarkeit und eines von damals insgesamt 30 Amtsgerichten im Freistaat Sachsen. Seit dem 1. Januar 2013 befindet sich in den Räumlichkeiten des ehemaligen Amtsgerichtes eine Zweigstelle des Amtsgerichtes Döbeln.

## Gerichtssitz und -bezirk
Der Gerichtsbezirk des Amtsgerichtes Hainichen umfasste zuletzt die Gemeinden des 2008 aufgelösten Landkreises Mittweida innerhalb des Landkreises Mittelsachsen (§ 1 Abs. 4, Anlage Nr. 11 Sächsisches Justizgesetz).

## Übergeordnete Gerichte
Dem Amtsgericht Hainichen war das Landgericht Chemnitz unmittelbar übergeordnet. Zuständiges Oberlandesgericht war das Oberlandesgericht Dresden.

## Geschichte

### Bis 1952
Von 1856 bis 1879 bestand in Hainichen das Gerichtsamt Hainichen als erstinstanzliches Gericht. Mit den Reichsjustizgesetzen wurde das Gerichtsamt Hainichen aufgelöst und das Amtsgericht Hainichen im Bezirk des Landgerichtes Freiberg als Nachfolger des Gerichtsamtes eingerichtet. Der Amtsgerichtsbezirk umfasste anfangs 16.945 Einwohner. Das Gericht hatte damals eine Richterstelle und war damals eines der kleineren Amtsgerichte im Landgerichtsbezirk. Sein Sprengel entsprach dem des Gerichtsamtes und bestand aus der Stadt Hainichen, Berbersdorf, Berthelsdorf, Bockendorf, Crumbach bei Hainichen, Cunnersdorf, Eulendorf, Falkenau, Gersdorf bei Hainichen, Goßberg mit Lichtenstein und Reuth, Kaltofen, Langenstriegis, Mobendorf, Mobendorf, Ottendorf bei Hainichen, Pappendorf, Riechberg mit Siegfried, Gehege, Hammer- und Richtermühle, Schlegel und das Sachsenburger Forstrevier.
Im Jahre 1943 wurde das Amtsgericht Hainichen kriegsbedingt zu einer Nebenstelle des Amtsgerichts Frankenberg im Bezirk des Landgerichtes Chemnitz herabgestuft und war nun nur noch für die freiwillige Gerichtsbarkeit zuständig. In der SBZ wurde mit dem SMAD-Befehl Nr. 49 vom 4. September 1945 die Gerichtsorganisation festgelegt. Es sollten diejenigen Gerichte wiederhergestellt werden, die am 30. Januar 1933 bestanden hatten. Das Kontrollratsgesetz Nr. 4 vom 30. Oktober 1945 bestätigte diese Regelung. Mit den Durchführungsbestimmungen zur Vereinfachung der Gerichtsorganisation im Land Sachsen vom 28. Mai 1951 zur Verordnung vom 5. Mai 1951 wurde das Amtsgericht Hainichen erneut zum Zweiggericht. Mit dem Gerichtsverfassungsgesetz vom 2. Oktober 1952 wurde das Amtsgericht Hainichen in der DDR aufgehoben und das Kreisgericht Hainichen an seiner Stelle eingerichtet. Gerichtssprengel war nun der Kreis Hainichen.

### Ab 1993
Nach dem Zusammenbruch der DDR wurden mit dem Gerichtsorganisationsgesetz vom 30. Juni 1992 das Kreisgericht Hainichen aufgelöst und das Amtsgericht Hainichen mit Wirkung zum 1. Januar 1993 wieder eingerichtet. Zuständig war es für den damaligen Landkreis Hainichen. Im zeitlichen Zusammenhang mit der Kreisreform 1994 wurde mit dem Gerichtsorganisationsgesetz vom 24. Mai 1994 der Sprengel des Amtsgerichtes Hainichen ab 1. August 1994 auf den gesamten neugebildeten Landkreis Mittweida erweitert (§ 3 Abs. 2 und Anlage zum Gesetz). Im westlichen Teil des Landkreises wurde das Amtsgericht Hainichen damit Nachfolger des Amtsgerichtes Rochlitz. Nach der Kreisreform 2008, bei der der Landkreis Mittweida im Landkreis Mittelsachsen aufging, wurde das Amtsgericht Hainichen mit dem „Gesetz zur Neuordnung von Standorten der Verwaltung und der Justiz des Freistaates Sachsen“ Ende 2012 aufgelöst. Der Gerichtsstandort selbst wird seit dem 1. Januar 2013 als Zweigstelle Hainichen des Amtsgerichts Döbeln fortgeführt. Begründet wurde diese Veränderung, die auch weitere Amtsgerichte im Freistaat Sachsen betraf, unter anderem mit zurückgehenden Bevölkerungszahlen im ländlichen Raum, Mindestbesetzungen von sechs Richtern an einem Amtsgericht sowie einer generellen Zielstellung von zwei Amtsgerichtsbezirken je Landkreis. Weiteres Amtsgericht im Landkreis Mittelsachsen ist jenes in Freiberg.

## Gebäude

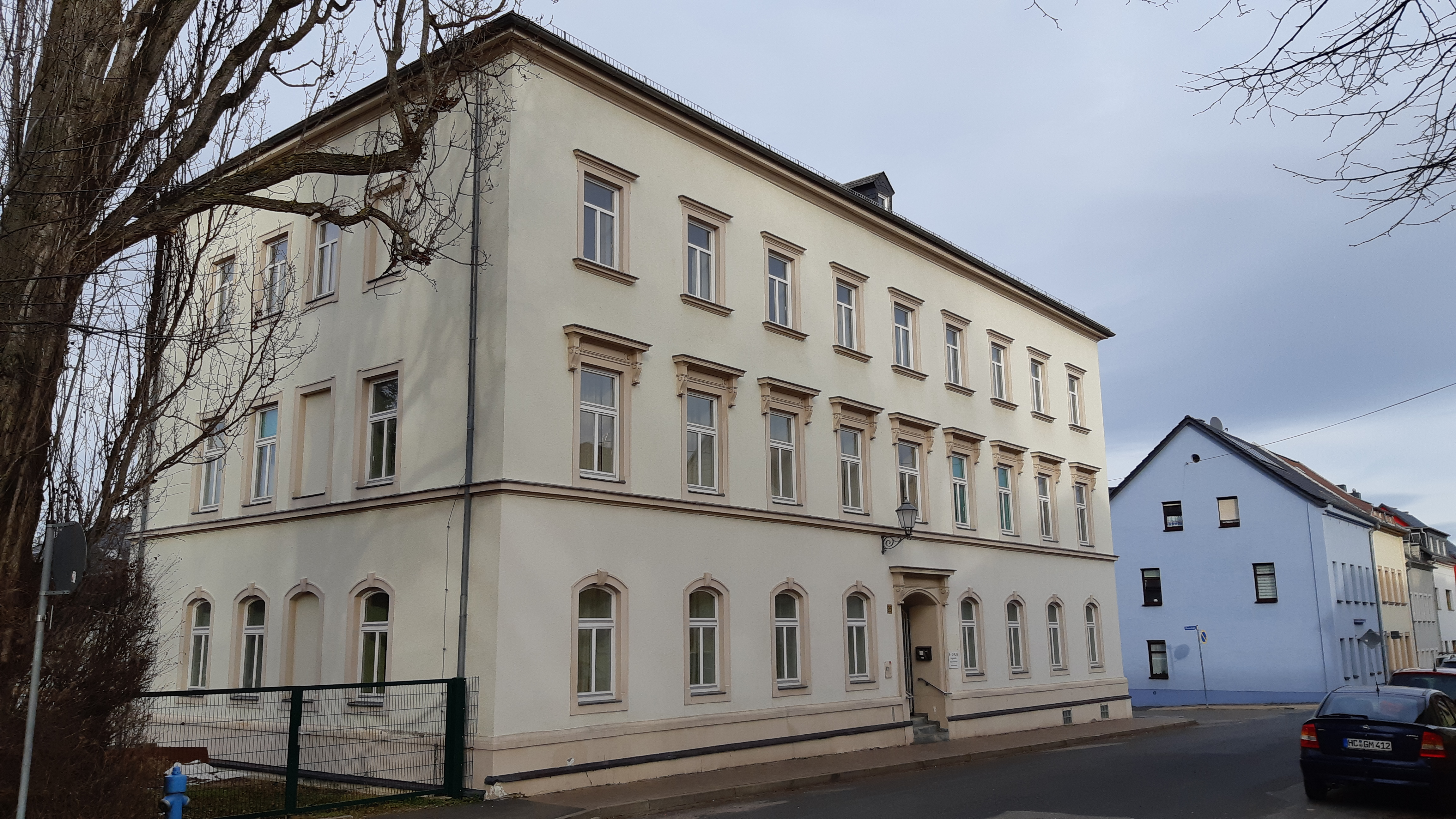
Gebäude des Amtsgerichtes Hainichen in der Gerichtsstraße 26, zuletzt als Außenstelle genutzt (2020)

In der zweiten Hälfte des 19. Jahrhunderts wurde das Gerichtsgebäude (Gerichtsstraße 26) errichtet. Der dreigeschossige repräsentative Bau mit neun zu vier Achsen steht wegen seiner baugeschichtlichen und ortsgeschichtlichen Bedeutung unter Denkmalschutz. Das Amtsgericht Hainichen hatte seinen Sitz zuletzt in der Friedelstraße 4, 09661 Hainichen. Das ursprüngliche Gerichtsgebäude in der Gerichtsstraße diente zuletzt nur als Außenstelle. Die 2013 eingerichtete Zweigstelle Hainichen des Amtsgerichtes Döbeln nutzt nur das Gebäude in der Friedelstraße weiter.